# Justus Elias Kasten
Justus Elias Kasten (* 31. Juli 1774 in Hannover; † 3. August 1855 ebenda) war ein deutscher Maler.

## Leben
Über die Herkunft von Justus Elias Kasten, seine Jugend und Ausbildung ist laut Hannoversches Biographisches Lexikon und dem Stadtlexikon Hannover nichts bekannt. Anderes berichtete jedoch das Buch Alt-Hannover: Demnach wurde Justus Elias Kasten (* 1. August 1774 in Hannoversch-Münden) als Sohn des verabschiedeten Unteroffiziers Jobst Kasten geboren und bereits 1786 von dem Maler Johann Heinrich Ramberg erwähnt.
1833 wurde er Hoftheatermaler in Hannover und wohnte seitdem in der Knochenhauerstraße. 1842 wurde er Mitglied im Hannoverschen Künstlerverein. 1851 hatte Kasten den Titel eines Hof-Dekorationsmalers inne mit Wohnsitz in der Großen Wallstraße.
Kasten gilt als wahrscheinlicher Lehrer des hannoverschen Zeichenlehrers Wilhelm Kretschmer.

## Werke

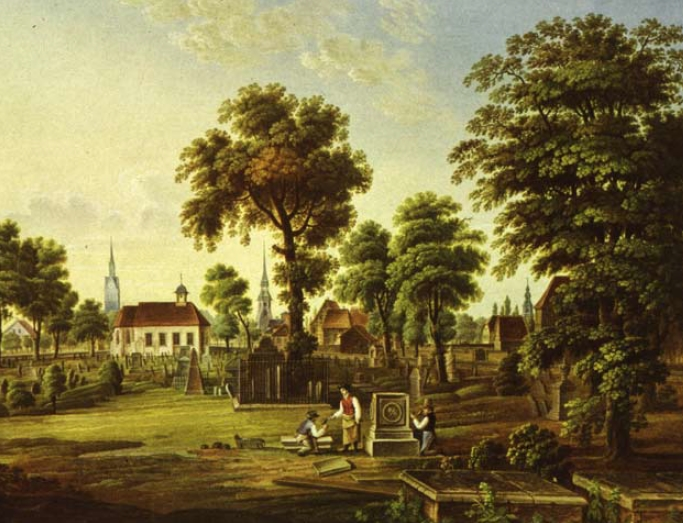
(Alter) St. Nicolaifriedhof (von Norden) Gouache von 1820

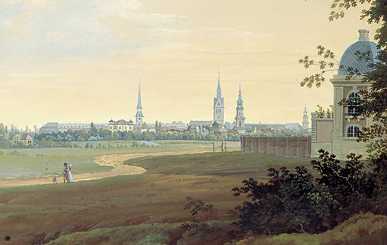
Hannover um 1825, rechts der Küchengartenpavillon und die Backsteinmauer des Küchengartens
Gemälde von Justus Elias Kasten

Einige von Kastens Landschaftsgemälden sind im Besitz hannoveraner Museen, darunter
- eine Ansicht des (alten) St. Nicolaifriedhofs in Hannover,[1] eine Gouache von 1820[4] im Besitz des Niedersächsischen Landesmuseums[1]

- Die Kleine Bult, Gouache von 1820[3] im Besitz des Historischen Museums Hannover[5]